# 阿方索四世 (莱昂)
阿方索四世（西班牙語：Alfonso IV el Monje，約890年—933年），稱為修道士，925（或926）年起為莱昂國王，以及929年起為加利西亞國王，直到他於931年退位。
當奥多尼奥二世去世於924年，登上萊昂的王位的不是他的任何一個兒子，反而是他的弟弟阿斯圖里亞斯的弗鲁埃拉二世。確切的繼承情節隨著弗魯埃拉在隔年去世後變得模糊不清，但顯然是弗魯埃拉的兒子阿方索·弗鲁伊拉斯接任國王。奧多尼奧二世的兒子，桑乔·奥多尼斯、阿方索以及拉米罗等聲稱他們自己是合法的繼承人並反叛他們的堂弟。在潘普洛納的希梅諾·加爾塞斯的協助下，他們將阿方索·弗鲁伊拉斯驅逐到阿斯圖里亞斯的東邊邊界，並將王國分裂到他們三人之中，阿方索取得了萊昂王位，而弗鲁伊拉斯被留在加利西亞，桑喬隨後在一年內繼承他的王位。
阿方索四世在931年把王位託付給他的弟弟拉米羅，並搬進了一間修道院。一年後他後悔放棄了整片江山，因而拿起武器跟弗鲁埃拉的兒子奧多尼奧和拉米羅一起反抗他的親弟弟拉米羅二世。在他戰敗後，拉米羅二世命令士兵刺瞎他的眼睛，瞎著眼地被送回薩哈岡的修道院，翌年在此處逝世。他與他的妻子歐妮卡──潘普洛納的桑乔一世的女兒──有兩個兒子：萊昂的奥多尼奥四世，與另一子弗鲁埃拉──其與萊昂的拉米罗三世統治期間的領土爭議牽扯上關係。

## 外部連結
- 家族樹見此 （页面存档备份，存于）。
- 西班牙語文章見此和此。
- 萊昂國王列表 （页面存档备份，存于）。

| 阿方索四世 (莱昂) 佩雷斯王朝出生于：約890年逝世於：933年8月 | 阿方索四世 (莱昂) 佩雷斯王朝出生于：約890年逝世於：933年8月 | 阿方索四世 (莱昂) 佩雷斯王朝出生于：約890年逝世於：933年8月 |
| 統治者頭銜                                                  | 統治者頭銜                                                  | 統治者頭銜                                                  |
| ----------------------------------------------------------- | ----------------------------------------------------------- | ----------------------------------------------------------- |
| 前任者： 弗鲁埃拉二世                                       | 莱昂國王 925年–931年                                        | 繼任者： 拉米罗二世                                         |
| 前任者： 桑乔·奥多尼斯一世                                  | 加利西亚国王 929年–931年                                    | 繼任者： 拉米罗二世                                         |